# Dischidia crassifolia
Dischidia crassifolia là một loài thực vật có hoa trong họ La bố ma. Loài này được Zipp. ex Schltr. mô tả khoa học đầu tiên năm 1908.